# 전영재
전영재는 대한민국의 기자이다.

## 생애
1990년대 초부터 줄곳 비무장지대 DMZ와민간인 출입 통제선 지역을 주로 취재했다. DMZ에서 1993년도에는 세계 희귀조 '호사비오리'의 월동 모습을 보도하였고, 1996년도에는 천연기념물 242호인 까막딱다구리의 산란과 부화를 방송하였다. 1999년도에는 멸종위기에 처한 천연기념물인 '산양'의 집단서식지를 중동부 전선 비무장지대에서 찾아내 전국 방송하였다.

## 작품[6]
- 《잃어버린땅의 천연기념물 217호-DMZ의 산양》
- 《철원 민통선 철새의 비상》
- 《위기의 맹금류》
- 《천연기념물 242호- 딱다구리 생태보고서》
- 《지뢰밭의 야생동물》
- 《새천년의 비상-DMZ의 두루미》
- 《북한강 1부 생명의 젖줄 2부 물의 반란》
- 《DMZ엔 비상구가 없다》
- 《서부 DMZ 반세기 만에 베일을 벗다》[7]
- 《DMZ 오딧세이》
- 《38선의  사람들》
- 《DMZ의 산양》
- 《바다로 간 산양》
- 《용늪의 비밀》
- 《끝나지 않은 전쟁- 평화 그리고 대인지뢰》

## 저서
- 《한국 DMZ 비밀- 비무장지대 50년을 간다》
- 《어린이 DMZ 생태 해설서》
- 《통일의 싹이 자라나는 숲》 마루벌 2002
- 《멀리서 온 귀한 손님》 마루벌 2002
- 《산양의 비밀》 마루벌 2002》
- 《아주특별한 땅 DMZ의 비밀》 예림당 2004[8]
- 《아주특별한 땅 DMZ와 민통선의 생태계를 찾아서》 환경부 2011
- 《DMZ가. 말을걸다》 위즈덤 하우스 2013 박은진외

## 상훈
- 한국방송대상[9]
- 한국방송보도상 2회[10]